# (7130) Klepper
(7130) Klepper (1992 HR4) – planetoida z pasa głównego asteroid okrążająca Słońce w ciągu 3,45 lat w średniej odległości 2,28 j.a. Odkryta 30 kwietnia 1992 roku.